# Різанина у Шкабрні
Різанина у Шкабрні (хорв. Pokolj u Škabrnji) — воєнний злочин, скоєний бійцями Територіальної оборони САО Країна та Югославської Народної Армії, а також місцевими сербськими бойовиками (четниками) у селах Шкабрня і Надин на північний схід від Задара 18—19 листопада 1991 року під час війни Хорватії за незалежність.

## Історія
18 листопада 1991 у проміжку з 6-ї до 7-ї ранку в напрямку Шкабрні з населеного хорватськими сербами села Смилчич висунувся механізований піхотний підрозділ ЮНА у складі до 200 вояків, підсилений вісьмома-дев'ятьма БТРами та трьома танками. В цьому наступі взяли участь і бійці Бенковацької ТО, які були перепідпорядковані ЮНА. Цими силами ЮНА командував підполковник Момчило Богунович із 180-ї моторизованої бригади ЮНА. Приблизно з 07:00 почався обстріл Надина з боку сіл Биляне або Лишане, який тривав увесь день. Також із боку Биляне або Лишане близько 07:30 зазнала інтенсивного обстрілу Шкабрня. Це тривало до 12:30. 
Для розгортання наземних військ в околицях Шкабрні ЮНА застосувала вертольоти. Під час наступу на ці села використовувалися і касетні бомби, які скидала югославська військова авіація.
Танк югославської армії обстріляв церкву Успіння Богородиці в центрі Шкабрні. В якусь мить танки спробували в'їхати в цю церкву, але їх зупинив капітан ЮНА Янкович. Після цього, без дозволу капітана Янковича, кілька вояків увірвалися в церкву та вчинили стрілянину зі своєї зброї. Танк відкрив вогонь у напрямку школи у Шкабрні. Є дані, що вогонь із танків і ручних ракетних установок відкривали по приватних будинках. До 14:00 сербські сили контролювали близько половини Шкабрні. Бої в селі тривали до сутінків. 19 листопада 1991 року о 5-й ранку хорватські військовики відступили зі Шкабрні. Близько 07:00 колона ЮНА покинула Шкабрню і посунула дорогою до села Надин, яке згодом було обстріляне. Близько 14:00 колона пройшла через Надин, після чого відійшла до казарм у Бенковаці. У ніч на 19 листопада 1991 року в Надині «все горіло».
18 листопада у Шкабрні було вбито і замордовано 43 мирних жителів і 15 хорватських вояків. Мирних жителів, які не втекли з дому, нападники продовжували вбивати наступного дня.
В результаті було вбито 63 хорватів: 15 військовиків і 48 цивільних осіб. До кінця війни кількість загиблих жителів Шкабрні зросла до 80.
Наявні дані свідчать, що вбивства відбувалися з 18 листопада 1991 року по 11 березня 1992 року. Пізніше було вбито ще 26 людей.
Ще шестеро загинуло після війни від мін і вибухових засобів, залишених у селі та навколо нього.

## Судові наслідки
Міжнародний трибунал щодо колишньої Югославії (МТКЮ) засудив політичних ватажків хорватських сербів і пізніше президентів Республіки Сербської Країни Мілана Бабича і Мілана Мартича за воєнні злочини, включаючи вбивства, скоєні в Шкабрні та Надині. Бабич одержав 13 років ув'язнення в 2004 році, а Мартич був засуджений на 35 років позбавлення волі в 2007 році. МТКЮ у зв'язку з різаниною в Шкабрні також висунув звинувачення президенту Сербії Слободанові Мілошевичу, але судовий процес над ним так і не привів до покарання, оскільки той помер до винесення вироку. У листопаді 1991 року хорватська влада за воєнні злочини, скоєні в Шкабрні та Надині, засудила 26 осіб заочно. Більшість із них залишаються на волі, хоча деяких повторно судили, винісши їм вироки за причетність до різанини, тоді як кілька інших повернулися в Хорватію, а їхні засудження були скасовані.